# LP5
Albums de Autechre
Chiastic Slide
(1997) Confield
(2001)
LP5 est un album du groupe anglais de musique électronique Autechre, sorti sur le label Warp Records en 1998.
L'album n'avait pas de titre mais Warp Records l'a référencé LP5. Cet album montre que Autechre a finalement abandonné les sons chauds et langoureux comme sur Tri Repetae pour un style plus dépouillé qu’ils avaient auparavant exploré sur Chiastic Slide et l'EP Cichli Suite. AllMusic écrit qu'« il est difficile de distinguer les mélodies initialement » mais qu'« il y a quelque chose de nouveau à découvrir à chaque écoute ». Stereogum qualifie l'album d'« inhumainement abstrait, mais pur et beau à sa manière ».

## Liste des titres
| 1.    | Acroyear2                                  | 8:39            |
| 2.    | 777                                        | 5:49            |
| 3.    | Rae                                        | 7:13            |
| 4.    | Melve                                      | 1:14            |
| 5.    | Vose In                                    | 5:21            |
| 6.    | Fold4, Wrap5                               | 3:58            |
| 7.    | Under BOAC                                 | 6:22            |
| 8.    | Corc                                       | 5:50            |
| 9.    | Caliper Remote                             | 1:40            |
| 10.   | Arch Carrier                               | 6:49            |
| 11.   | Drane2 -silence- [titre caché, sans titre] | 9:38 12:05 1:38 |
| 76:16 |                                            |                 |

## Différences de versions
- Pour la pochette, la version CD a une pochette noire tandis que la version Vinyle a une pochette blanche